# Chet Doxas
Chet Doxas (Montreal, 1980) is een Canadese jazzmuzikant. Hij speelt saxofoon, basklarinet en fluit en is componist en arrangeur.

## Biografie
Chet Doxas begon op zijn vierde piano en drums te spelen, later koos hij voor de klarinet en saxofoon. Hij verkreeg de graad Bachelor of Music als jazzmuzikant aan de McGill University in Montreal en kreeg een stipendium van Banff International Jazz Workshop. 
Doxas heeft gewerkt met onder andere Dave Douglas, Oliver Jones, Guido Basso, Maria Schneider, Joe Lovano, Jason Moran en Bill Stewart. Verder werkte hij mee aan talrijke filmsoundtracks, waaronder die voor Les Triplettes de Belleville (2003) van Sylvain Chomet en toerde hij met Sam Roberts en Rufus Wainwright. Hij heeft een trio, Byproduct, met Zack Lober en zijn broer, de drummer Jim Doxas en is lid van het Montreal Jazz Saxophone Quartet. In 2006 verscheen op het label Justin Time Records zijn debuutalbum Sidewalk Etiquette, later gevolgd door Big Sky (2010) en Dive (2013). In de jazz speelde hij van 2000 tot 2013 mee op dertien opnamesessies, onder meer van Oliver Jones, Rémi Bolduc en Christine Jensen.

## Discografie (selectie)
- Douglas/Doxas/Swallow/Doxas: Riverside (2014), met Dave Douglas en Steve Swallow[4]